# Wiota, Iowa
Wiota, Iowa (енгл. Wiota) град је у америчкој савезној држави Ајова. По попису становништва из 2010. у њему је живело 116 становника.

## Демографија
Према попису становништва из 2010. у граду је живело 116 становника, што је -33 (-22.1%) становника више него 2000. године.
| Група             | 2000.        | 2010.       |
| Белци             | 149 (100.0%) | 115 (99,1%) |
| Афроамериканци    | 0 (0,0%)     | 0 (0,0%)    |
| Азијати           | 0 (0,0%)     | 0 (0,0%)    |
| Хиспаноамериканци | 0 (0,0%)     | 0 (0,0%)    |
| Укупно            | 149          | 116         |